# Microtragoides echinatus
Microtragoides echinatus là một loài bọ cánh cứng trong họ Cerambycidae.